# Cosmos 1074
Cosmos 1074 fu una missione priva di equipaggio del programma Sojuz sovietico. Era solito per il regime sovietico indicare esclusivamente missioni concluse con successo con una denominazione ufficiale. Le missioni che comportarono insuccessi vennero di solito nascoste all'opinione pubblica, e le missioni di collaudo camuffate sotto l'unica denominazione di Cosmos. Infatti tutti i velivoli spaziali sovietici, sia di carattere civile che militare, per i quali non si voleva dare delle informazioni più precise, vennero numerati come velivoli di questa serie.
Questa missione si svolse quale secondo collaudo dell'affidabilità della nuova navicella spaziale Sojuz T (concretamente la Sojuz 7K-ST) che fungerà da navicella di trasporto dei vari equipaggi per la stazione spaziale Saljut 6 e 7 . Dato che la numerazione cronologica dei voli Cosmos aumentò in continuazione ed entro breve tempo (basti pensare che si aveva già superato il numero 1000) risulta di difficile l'individuazione di una descrizione esatta di tutti i velivoli lanciati sotto questa denominazione. Inoltre molti dettagli, anche di missioni equipaggiate, vennero resi noti solo dopo la caduta del regime sovietico. Pertanto di questa missione si può indicare con sicurezza esclusivamente che si trattò del cinquantunesimo volo nell'ambito del programma Sojuz sovietico, mentre l'indicazione del numero di volo non equipaggiato di questa capsula varia a seconda della considerazione o meno di singole missioni della capsula Sojuz, lanciate sotto la denominazione di Cosmos. Questo dipende in particolar modo se i vari voli di collaudo eseguiti per il programma di allunaggio sovietico vengono conteggiati o meno nell'ambito del programma Sojuz oppure se questi voli vengono considerati facenti parte di un apposito programma, mai denominato ufficialmente.